# Longitarsus scaphidioides
Longitarsus scaphidioides es una especie de insecto coleóptero de la familia Chrysomelidae. Fue descrita científicamente en 1896 por Abeille.